# Covilhã
Covilhã és un municipi portuguès, situat al districte de Castelo Branco, a la regió del Centre i a la subregió de Cova da Beira. L'any 2006 tenia 54.505 habitants.

## Freguesies
| Freguesies             | Població |
| Teixoso                | 4415     |
| Canhoso                | 1735     |
| Cantar-Galo            | 2492     |
| Vila do Carvalho       | 2090     |
| Boidobra               | 2859     |
| Covilhã (Conceição)    | 7563     |
| Covilhã (Santa Maria)  | 2490     |
| Covilhã (São Martinho) | 4911     |
| Covilhã (São Pedro)    | 2742     |
| Tortosendo             | 5426     |
| total                  | 36.723   |